# Agapito Vallmitjana
Agapito Vallmitjana Barbany (Barcelona, 1833-Barcelona, 25 de noviembre de 1905) fue un escultor español.

## Biografía

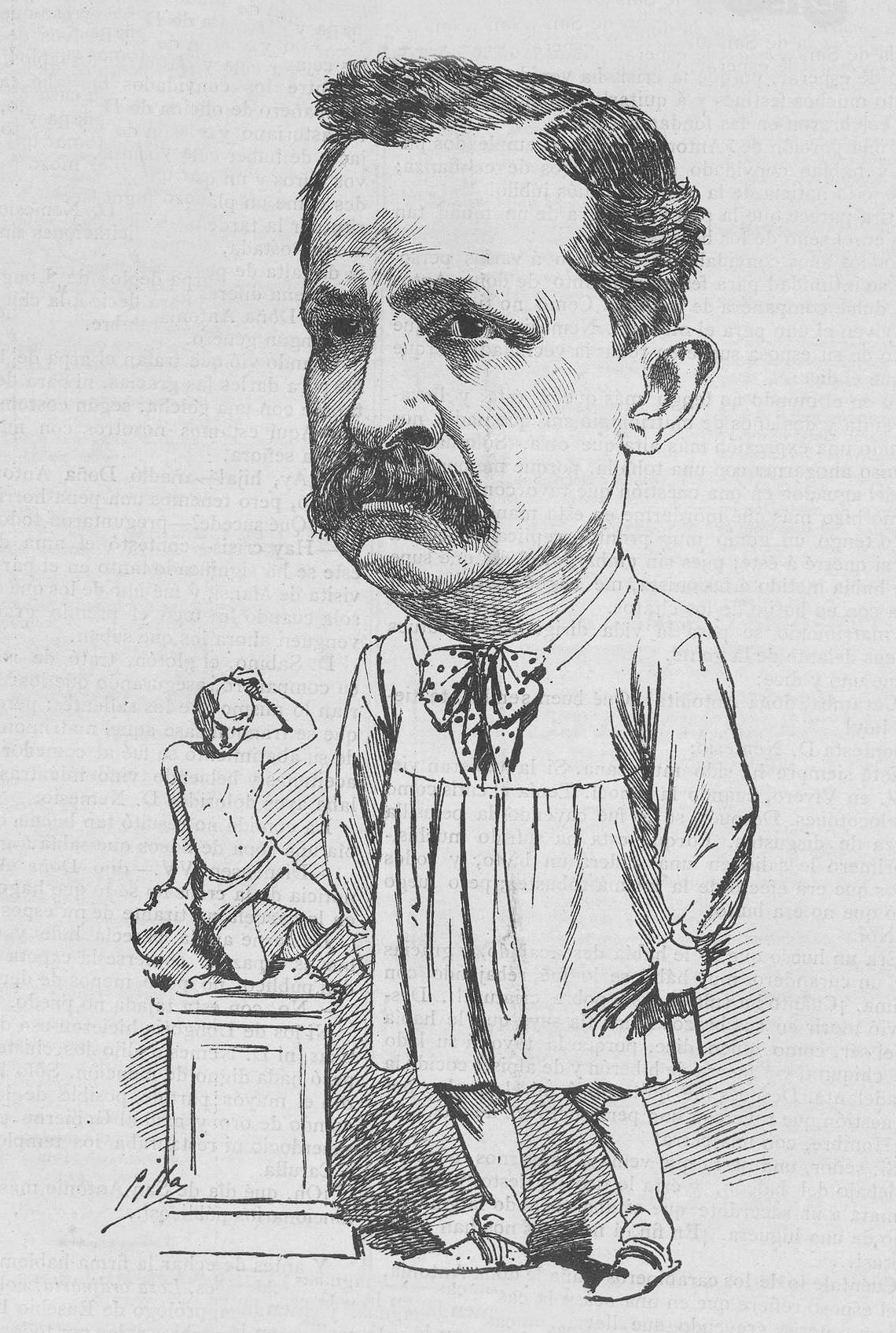
Caricaturizado por Cilla en Madrid Cómico (1888)

Nacido en 1832 o 1833 en Barcelona, realizó estudios en la escuela de la Lonja de Barcelona, con el profesor Damià Campeny. Con su hermano Venancio Vallmitjana, abre taller en Barcelona y colaboran juntos en la realización de obras escultóricas. De hecho, los dos solían firmar «V. y A.» todas sus obras. Ello ha implicado que a posteriori sea muy difícil distinguir el trabajo de cada uno. En 1873 acudió a la Exposición Universal de Viena con la obra Cristo Muerto y en la Exposición Nacional de Madrid de 1878 ganó un premio con la escultura Adán. Consiguió la cátedra de escultura de la Escuela de la Lonja en 1880.
Su obra recorrió los campos religiosos, funerarios y retratos costumbristas. Realizó una colección de animales junto con su hermano Venanci: Cabeza de caballo, Tigre, León, Elefante, León devorando un conejo, Pareja de camellos (1880). 
Fallecido el 25 de noviembre de 1905 en Barcelona, fue tío de Agapito Vallmitjana Abarca.

## Obras destacadas

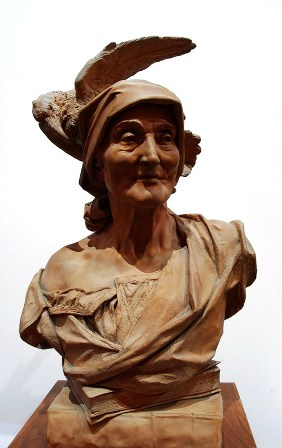
La tradición. Biblioteca Museo Víctor Balaguer de Villanueva y Geltrú.

- 1860 Isabel II presentando al príncipe Alfonso XII. Museo Nacional del Prado. Madrid, en depósito en el Palacio de Pedralbes
- 1867 Retrato de Pablo Milá Fontanals. Real Academia Catalana de Bellas Artes de San Jorge. Barcelona
- 1872 Cristo yacente Museo Nacional del Prado
- 1877 Purísima
- 1882 San Francisco de Paula
- 1883 San Juan de Dios. Hospital de San Juan de Dios Barcelona
- 1883 Panteón Obispo Fleix. Sevilla
- 1884 Ángel del Juicio. Museo Diocesano de Barcelona
- 1884 La tradición. Busto conservado en la Biblioteca Museo Víctor Balaguer.
- 1885 Sepulcro del Cardenal Joaquín Lluch que se encuentra en la Catedral de Sevilla.
- 1886 Monumento a Jaime I. Valencia
- 1886 Panteón Obispo Urquinaona. Barcelona
- 1887 Cristo y doce apóstoles en la portada nueva de la Catedral de Barcelona.
- 1891 Vizcondesa de Corbalán. Valencia
- 1898 La Flagelación. Segundo Misterio de Dolor del Rosario Monumental de Montserrat.
- 1898 Inmaculada. Museo Diocesano de Barcelona.
- 1913 Monumento a Bernardo Ferrándiz en el Parque de Málaga.
- Ángel de entrada en el cementerio de la Recoleta de Buenos Aires.